# Barnes Football Club
El Barnes Football Club fue un club de fútbol de Inglaterra de gran importancia en el desarrollo del deporte en el siglo XIX.

## Historia
Según la mayoría de las fuentes, el Barnes Football Club se fundó en 1862 por Ebenezer Cobb Morley, quien se convirtió en el primer capitán del club.
Las primeras reglas conocidas del club, que datan de 1862, prohíben correr con el balón y sujetar a un oponente. Especifican que el lugar para jugar debe ser Barnes Green, y que los "balones y otras propiedades del club" deben guardarse en la casa pública de White Hart. El primer resultado registrado del Barnes, jugado en Barn Elms Park contra el Richmond el 29 de noviembre de 1862, fue una victoria por 2-0. Un informe de un periódico contemporáneo describió al club como "solo existía desde hace poco tiempo", pero "ya cuenta con un gran número de miembros y, por lo tanto, es poderoso". El club procedió a ganar el partido de vuelta jugado en Richmond Green en diciembre de ese año.
El Barnes fue miembro fundador de la Football Association, y Morley fue elegido primer secretario de la asociación y, en consecuencia, fue responsable de redactar las primeras reglas del fútbol que se publicaron en diciembre de 1863. Morley posteriormente fue presidente del organismo, por lo que podría llamarse padre de la Football Association. El 19 de diciembre de 1863, Barnes participó en el primer partido bajo las reglas de la FA, contra el Richmond. Los tres primeros secretarios eran del Barnes.
Según un archivo sin fecha de la Football Association, probablemente de 1864, los colores del Barnes eran "azules con rayas blancas".
El delantero del Barnes, Charles Morice, representó a Inglaterra en el primer partido entre selecciones frente a Escocia jugado en Hamilton Crescent, Glasgow en 1872. El club participó en la primera FA Cup de 1871-72, y compitió en catorce de las primeras quince ediciones de la Copa, hasta 1885-86. La mejor actuación llegó en la 1878-79, llegando hasta la tercera ronda, perdiendo 2-1 frente al Oxford University.
La etapa posterior del club está escasamente documentada. Hay informes periodísticos de un club llamado Barnes que jugó en las ligas locales entre 1930 y 1970. Una "Historia de la Football Association", publicada en 1953, declaró:

De los clubes únicos y originales que forman la Football Association, sólo el Barnes ha sido un miembro activo y fiel de la Football Association a lo largo del tiempo

## Datos del club

### Clasificación

#### Desde 1871 a 1886
| 1871-72 | Primera ronda | Civil Service      | 2-0                      |
| 1871-72 | Segunda ronda | Hampstead Heathens | 1-1                      |
| 1871-72 | Replay        | Hampstead Heathens | 0-1                      |
| 1872-73 | Primera ronda | South Norwood      | 0-1                      |
| 1873-74 | Primera ronda | 1st Surrey Rifles  | 0-0                      |
| 1873-74 | Replay        | 1st Surrey Rifles  | 1-0                      |
| 1873-74 | Segunda ronda | Oxford University  | 0-2                      |
| 1874-75 | Primera ronda | Upton Park         | 3-0                      |
| 1874-75 | Segunda ronda | Wanderers          | 0-5                      |
| 1875-76 | Primera ronda | Reigate Priory     | 0-1                      |
| 1876-77 | Primera ronda | Old Etonians       | Clasificado directamente |
| 1876-77 | Segunda ronda | Upton Park         | 0-1                      |
| 1877-78 | Primera ronda | St. Mark's         | Clasificado directamente |
| 1877-78 | Segunda ronda | Marlow             | 3-1                      |
| 1877-78 | Tercera ronda | Wanderers          | 1-1                      |
| 1877-78 | Replay        | Wanderers          | 1-4                      |
| 1878-79 | Primera ronda | Maidenhead         | 1-1                      |
| 1878-79 | Replay        | Maidenhead         | 4-0                      |
| 1878-79 | Segunda ronda | Upton Park         | 3-2                      |
| 1878-79 | Tercera ronda | Oxford University  | 1-2                      |
| 1879-80 | Primera ronda | Old Etonians       | Eliminado directamente   |

| 1880-81 | Primera ronda | Hertfordshire Rangers | 0-6          |
| 1881-82 | Primera ronda | Rochester             | 3-1          |
| 1881-82 | Segunda ronda | Old Carthusians       | 1-7          |
| 1882-83 | Primera ronda | Brentwood Town        | 2-4          |
| 1883-84 | No participó  | No participó          | No participó |
| 1884-85 | Primera ronda | Brentwood Town        | 0-2          |
| 1885-86 | Primera ronda | Lancing Old Boys      | 1-7          |